# 娃娃終結者
《娃娃終結者》（英語：Dollman）是一部1991年美國科幻動作片，由亞伯特·派努執導，克里斯·羅吉爾（Chris Roghair）根據查爾斯·班德構思的原創故事編寫劇本，提姆·湯默森、傑基·厄爾·哈利和卡瑪拉·洛佩茲主演。講述一名13英寸高的外星警察為了追捕罪犯來到地球，並成為美國布朗克斯幫派份子的目標。
電影由滿月娛樂製作，於1991年11月27日以錄影帶首映在美國發行。之後《娃娃終結者》還和其他滿月電影連動，推出跨界續集《惡魔玩具大對決》（1993年），這也是《魔靈鬼娃》和《異形活人實驗》（均1992年）的續集。《娃娃終結者》還推出了限量四期的連載漫畫。

## 劇情
在亞圖羅（Arturos）星球上，一名罪犯在洗衣店劫持了人質。警察布里克·巴多挑釁地進來洗衣服，並威脅罪犯要用他強大的武器射穿他們的身體時，罪犯身邊的胖人質壓垮了罪犯。雖然他救了人質，但因暴力行為被停職的巴多面臨著市長的進一步批評。新聞片段還聲稱他殺死了多名人質。
巴多在家遭到伏擊並綁架，他在一處廢墟中醒來，面對自己的仇敵斯普格，巴多過去曾重傷他，讓斯普格只剩一顆漂浮在機器裝置的人頭；斯普格透露打算用巴多的「克魯格爆能槍」（Kruger Blaster，宇宙中最強大的手槍）殺死巴多。巴多使用掌心的磁力裝置取回他的爆能槍並殺死了斯普格的手下。斯普格搭乘他的飛船逃走，巴多緊隨其後。兩人的飛船穿過一個能量帶，使兩人連同飛船被收縮並傳送到地球。
在美國紐約市布朗克斯，布雷斯頓·瑞德和他的幫派管理他們的社區並殺死任何搶他們生意的混混。黛比是一位年輕的西班牙裔單身母親，她希望警方在治安方面做更多的事情。當黛比回家時，混混海克托、威克和傑克森捉走威脅他們生意的她，並在廢墟企圖滅口。在他們下手前，巴多從飛船醒來並開槍殺死了威克。海克托與傑克森逃跑，讓黛比懷疑她是否出現幻覺。當她帶走巴多和他的船時，布雷斯頓和他的得力助手阿姆布魯斯特發現了斯普格。斯普格聲稱他有一個強大的炸彈，能用來換取修理他飛船的幫助。
黛比回公寓向她興奮的兒子凱文介紹巴多。在藏身處，當傑克森說他想殺死黛比時，布雷斯頓一怒之下殺死了重傷的海克托。布雷斯頓不相信一名娃娃大小的男人會傷害任何人，但他帶著傑克森和其他幾個混混到黛比家找巴多。巴多殺死了所有混混，布雷斯頓則在逃跑時受了傷。斯普格意識到這是巴多所為。在布雷斯頓同意他的要求後，斯普格利用一個放射裝置暫時治癒了他的部分傷勢。當斯普格將他視為手下時，布雷斯頓一掌殺死了斯普格。雖然傷勢未痊癒，布雷斯頓仍決心殺死會礙自己事的巴多。
黛比從化學工廠下班後，布雷斯頓和阿姆布魯斯特捉走了她，聽到騷動的巴多從窗戶跳出並抓在他們的車子外。巴多跟著對方來到當初飛船降落的廢墟，他們計劃在那伏擊他。三小時後，眾人等不到人便打算撤離，但巴多從地下管道爬出並偷襲一名混混；混混們發現巴多並與其發生槍戰，巴多透過炸毀他們的車輛殺死了大多數的敵人。黛比趁機逃跑，並被布雷斯頓追到了一間工廠。布雷斯頓表示讓她活了多年仍感到不尊重，他準備射殺黛比，但巴多利用鏡子分散了他的注意力，趁機射掉了他的一隻手臂。布雷斯頓企圖用巴多的槍攻擊，但巴多再次使用磁力反將槍拿回。黛比阻止巴多殺死布雷斯頓時，布雷斯頓觸發斯普格的聚變炸彈來讓三人同歸於盡，黛比和巴多趕緊跑出去找掩護。爆炸結束後，黛比和巴多安全無事；巴多打趣地問她尺寸是否重要。

## 演員
- 提姆·湯默森飾演布里克·巴多（Brick Bardo）
- 傑基·厄爾·哈利飾演布雷斯頓·瑞德（Braxton Red）
- 卡瑪拉·洛佩茲（英语：Kamala Lopez）飾演黛比·亞歷杭德羅（Debi Alejandro）
- 尼可拉斯·蓋斯特（英语：Nicholas Guest）飾演史蓋瑞許（Skyresh）
- 法蘭克·柯里森（英语：Frank Collison）飾演斯普格（Sprug）

## 外部連結
- 互联网电影数据库（IMDb）上《娃娃終結者》的资料（英文）